# 安東都護府
安東都護府（あんとうとごふ）は、唐が高句麗を滅ぼした（唐の高句麗出兵）後、現在の朝鮮半島北中部から満洲南部に相当する高句麗旧域の管理を目的に設置した統治機構。唐が高句麗と百済を滅ぼした後、旧高句麗領を安東都護府、旧百済領を熊津都督府、新羅を鶏林州都督府として、半島全域を藩属国に変えて羈縻州としたため、一時的に朝鮮半島に国はなくなった。

## 沿革
668年（総章元年）9月、唐の高句麗出兵により高句麗が滅亡後の平壌に設置され、鴨緑江下流域及び遼東地区を管轄した。その後, 羅唐戦争が発生し新羅が唐の行政地区を侵略した結果、安東都護府は旧首都だった平壌を含む高句麗遺領の約3割を放棄し、676年（上元元年）に遼東城に移転した。697年（神功元年）、安東都護府の下部に所属する安東都督府の長として、滅亡した高句麗宝蔵王の三男の高徳武が安東都督に任じられた事もある。705年（神龍元年）、大祚栄が武周の招安を受けたことにより範囲は拡大したが、安史の乱の混乱により773年（大暦8年）頃に廃止された。
伊藤一彦は、唐の設置した安東都護府が676年遼東城に、熊津都督府は677年建安故城に移転し、新羅が支配する朝鮮半島の中・南部から唐の勢力が後を絶ったことについて、「有史以来、朝鮮半島、少なくとも北部には中国（人）の支配が直接及んでいたが、この7世紀後半に初めてそれが終わりを告げたことになる」と評している。

## 歴代都護
1. 魏哲（検校安東都護）：668年 - 669年
2. 薛仁貴（検校安東都護）：669年 - 670年
3. 屈突詮（安東都護）：671年 - 672年
4. 高侃（遼東州行軍総管・安東都護）：672年 - 676年
5. 屈突詮（安東都護）：680年 - 682年
6. 裴玄珪（安東都護）：不明 - 696年
7. 薛訥（幽州都督兼安東都護）：698年 - 704年
8. 唐休璟（検校幽営等州都督兼安東都護）：704年 - 705年
9. 薛訥（幽州都督兼安東都護）：706年 - 710年
10. 裴懐古（幽州都督兼安東都護）：712年
11. 単思敬（安東都護）：713年
12. 許欽湊（安東都護）：714年
13. 許欽澹（安東都護）：714年 - 不明
14. 薛泰（安東都護）：720年 - 725年
15. 李璬（平盧節度大使遥領安東都護）：727年 - 不明
16. 臧懐亮（安東都護）：727年 - 不明
17. 裴旻（安東都護）：733年 - 不明
18. 賈循（安東副大都護）：742年 - 755年
19. 夫蒙霊詧（安東副都護）：不明 - 756年
20. 王玄志（安東都護）：756年 - 758年
21. 侯希逸（平盧節度使兼安東都護）：758年 - 761年
22. 高連（安東都護）：不明 - 不明
23. 高震（安東都護）：不明 - 773年

## 付属管轄

### 都督府
- 新城州
- 遼城州
- 哥勿州
- 衛楽州
- 舎利州
- 居素州
- 越喜州
- 去旦州
- 建安州
- 南蘇州
- 蓋牟州
- 大那州
- 倉巌州
- 磨米州
- 積利州
- 黎山州
- 延津州
- 木底州
- 安市州
- 諸北州
- 識利州
- 拂涅州
- 拝漢州